# Fairey Seal
Fairey Seal là một loại máy bay trinh sát trên tàu sân bay của Anh trong thập niên 1930.

## Biến thể
- Fairey IIIF Mk VI
- Fairey Seal

## Quốc gia sử dụng
Argentina
- Hải quân Argentina

 Chile
 Latvia
- Hải quân Latvia

 Perú
- Không quân Peru
- Hải quân Peru

 Anh Quốc
- Không quân Hoàng gia
- Không quân Hải quân Hoàng gia

## Tính năng kỹ chiến thuật
Dữ liệu lấy từ British Naval Aircraft since 1912
Đặc điểm tổng quát
- Kíp lái: 3
- Chiều dài: 33 ft 8 in (10.26 m)
- Sải cánh: 45 ft 9 in (13.95 m)
- Chiều cao: 12 ft 9 in (3.89 m)
- Diện tích cánh: 443.5 sq ft (41.2 m²)
- Trọng lượng cất cánh tối đa: 6.000 lb (2.727 kg)
- Động cơ: 1 × Armstrong Siddeley Panther IIA, 525 hp (392 kW)

 Hiệu suất bay 
- Vận tốc cực đại: 138 mph (120 knot, 222 km/h)
- Thời gian bay: 4,5 giờ
- Trần bay: 17.000 ft (5.180 m)
- Thời gian lên độ cao 5.000 ft (1.520 m): 5,34 phút

Trang bị vũ khí

- Súng: 1 Súng máy Vickers.303 in (7,7 mm) và 1 Súng máy Lewis.303 in (7,7 mm)
- Bom: 500 lb (230 kg)